# Pontivy
Pontivy (Bretonă: Pondi) este un oraș în vestul Franței, sub-prefectură a departamentului Morbihan din regiunea Bretania. 
1. ↑  répertoire géographique des communes, accesat în 26 octombrie 2015
2. ↑  dataset of postal codes in France, 1 octombrie 2018